# 4 Vesta
A 4 Vesta (a latin Vesta szóból) a második legnehezebb objektum a kisbolygóövben, 530 km-es átlagos átmérővel. Az egész kisbolygóöv tömegének 9%-át foglalja magába. Becsapódások miatt tömegének körülbelül 1%-át veszítette el az utóbbi egymilliárd évben. Ezen becsapódásokból keletkezett HED meteoritok több alkalommal is csapódtak már a Földbe, így gazdag információforrásként szolgálva a kisbolygóról. Vesta a legfényesebb aszteroida, és a Naptól való legnagyobb távolsága nem sokkal több, mint a Ceres legkisebb távolsága.
A NASA Dawn űrszondája 2011. július 16-án egyéves kutatóprogram keretében pályára állt a Vesta körül. A Vesta felszínén található a Rheasilvia kráter, aminek központi csúcsa a legmagasabb hegycsúcs a Naprendszerben.

## Felfedezése

Méretösszehasonlítás: az első tíz kisbolygó a Föld Holdjához hasonlítva. A Vesta a negyedik balról (megj.: a Ceres ma már törpebolygó)

A Vestát Heinrich Wilhelm Olbers német csillagász fedezte fel 1807. március 29-én. Az elnevezés jogát átadta Carl Friedrich Gauss matematikus számára, aki az otthon és a tűzhely római istennője, Vesta után nevezte el.
A Vesta 1807-es felfedezése után 38 évig nem találtak újabb kisbolygót. Azon idő alatt, míg csupán négy volt ismeretes, mindegyik bolygóként számított, és saját szimbólumuk is volt. A Vestát egy stilizált tűzhely () szimbolizálta. Ez egy régi  változat egyszerűsített változata. Gauss eredeti verziója a .

## A Vesta kisbolygó jelenlegi égitest-besorolása
A Vesta a második legnagyobb égitest a kisbolygóövben. Alakja nagyon közel áll a gravitáció által kialakított lapított gömb alakhoz, de a sarknál található homorú és kidudorodó rész miatt nem kaphatott törpebolygó címet az IAU Resolution XXVI 5 alapján.

## A Vesta színképe
A 4 Vesta visszavert színképére jellemző a 0,95 mikrométer hullámhosszon észlelhető nagy elnyelési vonal, melyet a bazaltok piroxénjének vastartalma okoz. Már az 1970-es években e színképvonal alapján sejtették a HED meteoritok és a Vesta kisbolygó közötti alapvető kapcsolatot. Később azt is felismerték, hogy számos kisbolygónak a színképe (s ezek közül többnek a pályaelemei is) a Vesta kisbolygóéra hasonlítanak. A pályaelemek hasonlóságát az excentricitásban, az inklinációban és a fél nagytengelyben (2,50 CsE) találjuk. Ezeket a kisbolygókat színképük alapján V-típusú kisbolygóknak nevezték el. A pályahasonlóságok alapján arra következtettek, hogy a V típusú kisbolygók egy Vesta kisbolygócsaládot alkotnak. E kisbolygócsalád tagjai az egykor még nagyobb méretű Vesta kéregdarabjai lehettek, amiket ütközések szakíthattak le a kisbolygóról. A Dawn űrszonda felvételei alapján föltárul majd a Vesta kisbolygó felszíni fejlődéstörténete.

## A Vesta felszíne

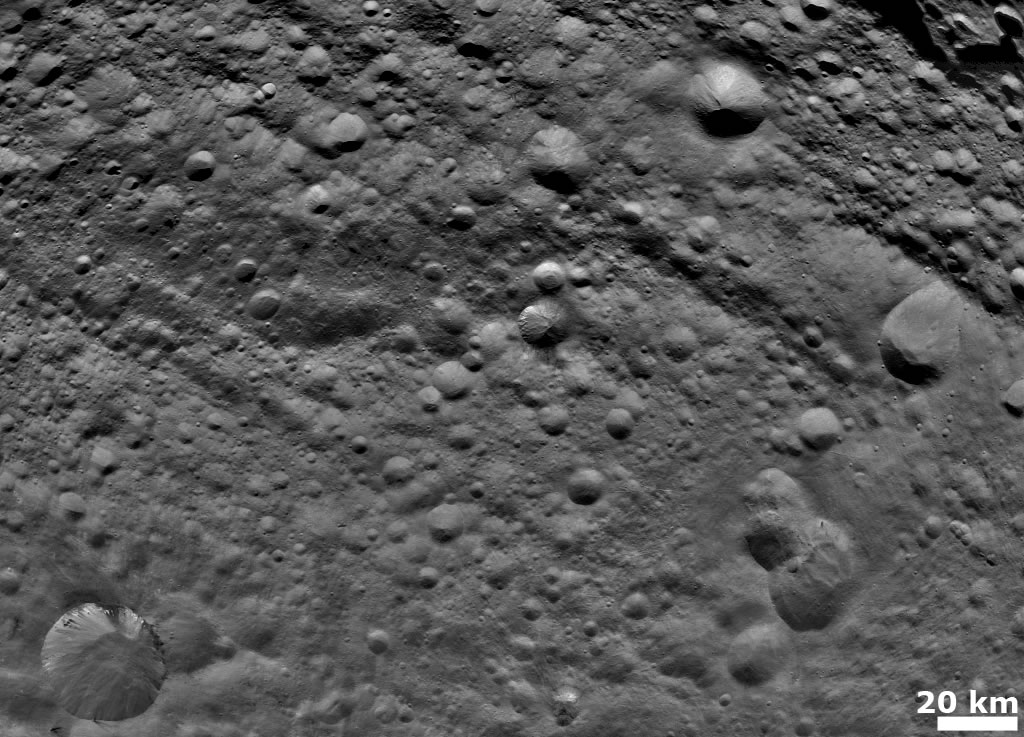
Régi, kráterekkel sűrűn telehintett felszíndarab a Vestán

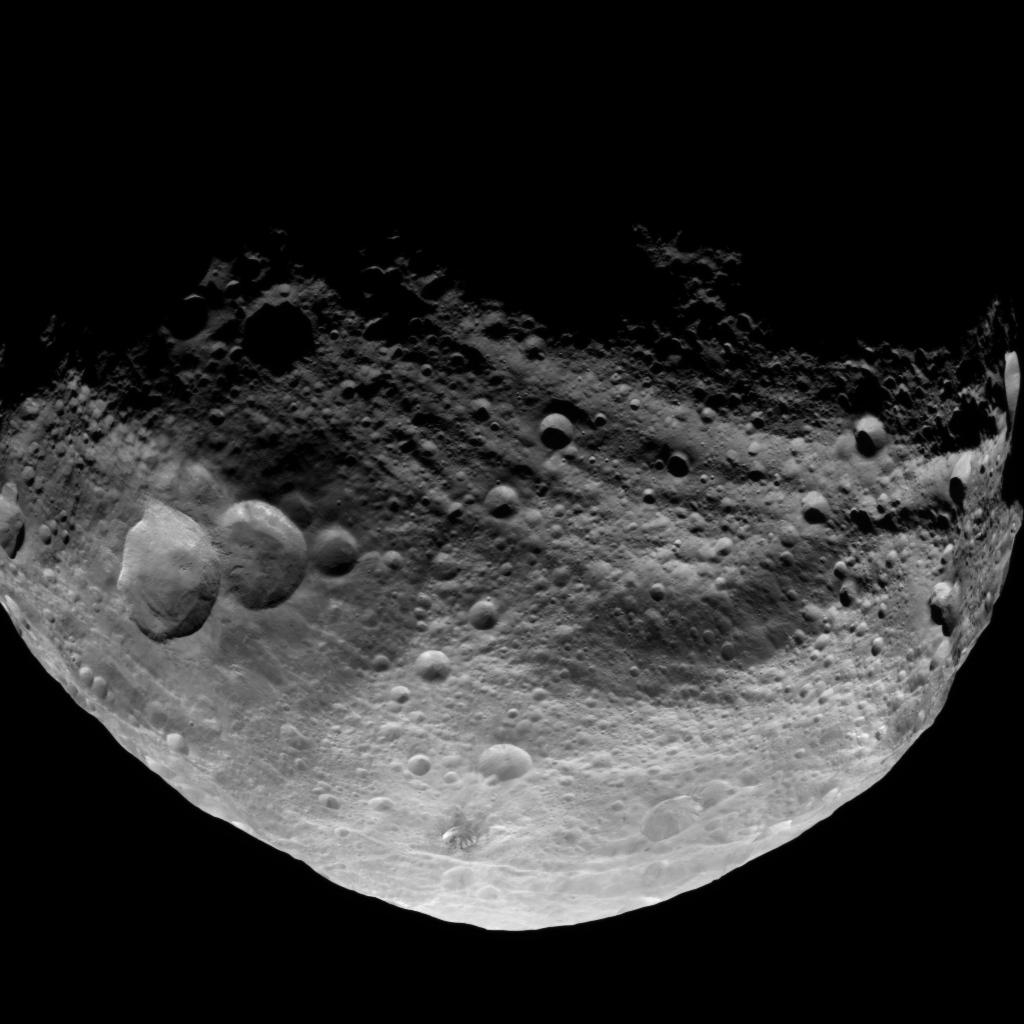
A kisbolygó északi féltekéje 5200 km távolságból (2011. július 23.)

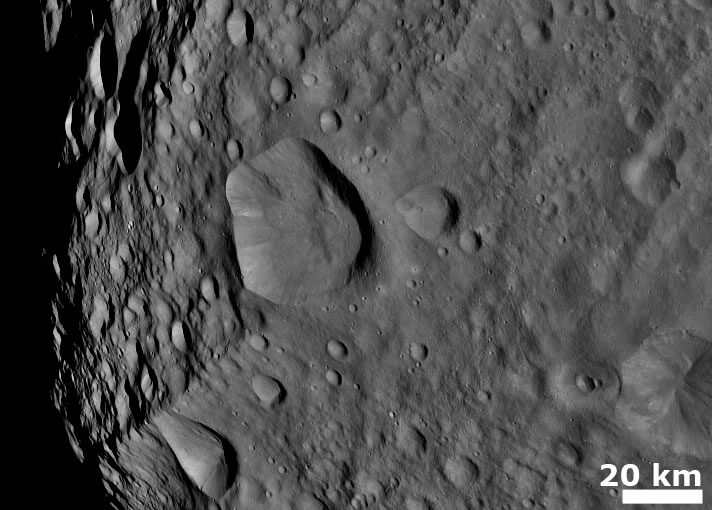
Kráterezett felszín (2011. augusztus 6.)

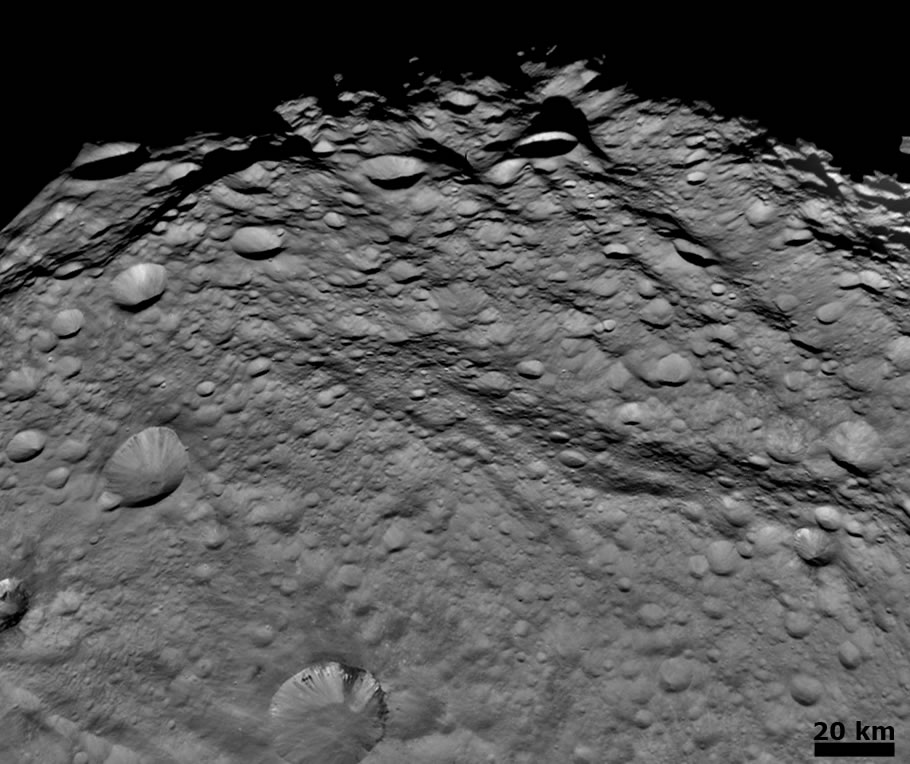
Kráterekkel sűrűn telehintett felszíndarab a terminátor közelében

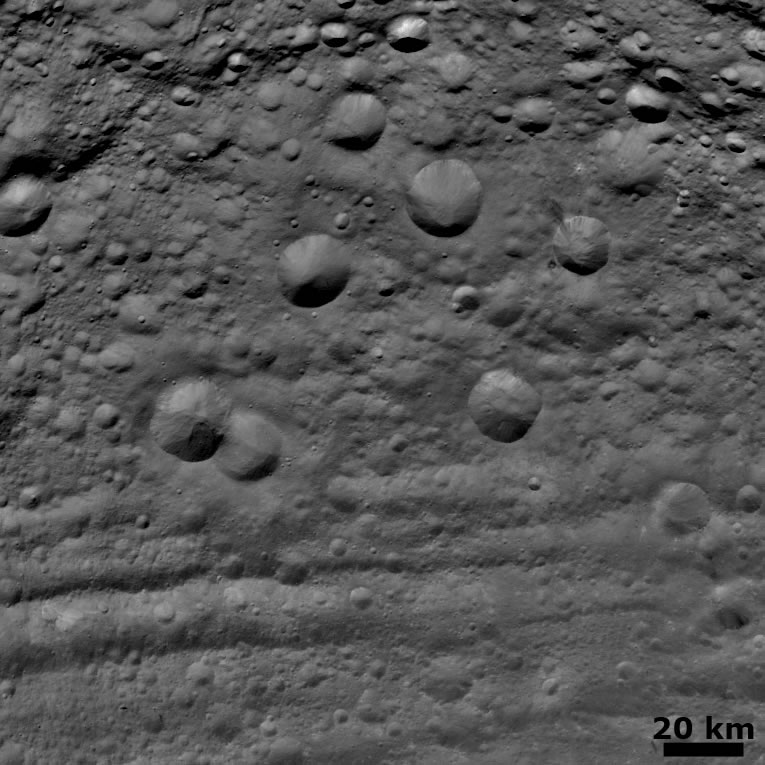
Vesta-kráterek különböző mértékben lepusztulva

A Dawn űrszonda felvételei 2011-ben megérkeztek. A kisbolygó felszíne idős kráterekkel telehintett felületekkel van borítva. Fiatalabbak azok a tartományok, melyeket az egyenlítővel közel párhuzamosan "végiggördülő" testek szántottak a Vesta felszínére.
A kisbolygó déli sarkánál található az 500 kilométer széles Rheasilvia kráter, aminek közepében található meg a Naprendszer legmagasabb hegycsúcsa.

## A Vesta kisbolygó anyaga
A Vesta kisbolygó anyagáról a meteoritika és a színképvizsgálatok nyújtottak tájékoztatást. A meteoritok egy csoportja, a bazaltos akondritok magmás szövetűek. Ennek alapján arra következtettek, hogy ezek a meteoritok egy olyan kis égitestről származhatnak, amely elég nagy volt ahhoz, hogy magmás differenciálódás játszódjék le rajta. A kis égitest eredetileg kondritos lehetett. Miután fölmelegedett, anyaga részlegesen megolvadt és előbb a vastartalmú komponensek különültek el, majd a bazaltos magmák váltak ki a kondritos köpeny anyagából. A bazaltok részben a felszín alatt kis mélységben szilárdultak meg és a felszín közelében kristályosodtak (kumulátos eukritok), részben nagy mélységben kristályosodtak (diogenitek és olivin-diogenitek), részben a felszínre ömlöttek (eukritok). E három meteorit-típust HED meteoritoknak is nevezik. A HED meteoritok színképe hasonlít a 4 Vesta kisbolygó színképéhez és ennek alapján tekintették a HED meteoritokat a Vesta kisbolygó anyagának.